# Ramones
Ramones («Рамоунз») — американская панк-рок-группа, образованная в Нью-Йорке в 1974 году. Одни из самых первых исполнителей панк-рока, оказавшие влияние как в целом на этот жанр, так и на многие другие течения альтернативного рока.
Название группа получила по взятым себе псевдонимам, заканчивающимся фамилией Рамон, хотя биологически участники не были родственниками. Происхождение фамилии Рамон связано, во-первых, с Полом Маккартни, который в ранние годы группы The Beatles (тогда ещё The Silver Beatles) выступал под псевдонимом Пол Рамон (англ. Paul Ramone), во-вторых, с тем фактом, что в Нью-Йорке фамилия «Рамон» ассоциировалась с членами латиноамериканских банд.

## История

### 1974—1979
Ramones образовались в начале 1974 года когда Джон Камминс и Дуглас Колвин пригласили к себе в группу Джеффри Хаймана. Колвин хотел играть на гитаре и петь, Каммингс также играл на гитаре, а Хайман на барабанах. Довершить состав должен был их друг, Ричи Стерн, которому предназначалось играть на басу. Однако после нескольких репетиций стало ясно, что Ричи не умел играть на басу, поэтому Дуглас был вынужден помимо вокала переключиться на бас-гитару, а Каммингс стал единственным гитаристом. Колвин первым взял себе фамилию «Рамон», назвав себя Ди Ди Рамоном. Он был вдохновлён легендой, что ещё во времена Silver Beatles Пол Маккартни использовал псевдоним Пол Рамон. Ди Ди убедил других участников группы взять аналогичные псевдонимы и придумал название группы — «Ramones». Хайман и Каммингс стали Джоуи и Джонни Рамоном, соответственно.
30 марта 1974 года состоялось первое публичное выступление Ramones на одной из нью-йоркских вечеринок. В то время группа представляла трио, в составе которого были басист и вокалист Ди Ди Рамон, барабанщик Джоуи Рамон и гитарист Джонни Рамон. Спустя два месяца их менеджер Тамаш Эрдейи сел за барабаны, также взяв псевдоним Томми Рамон, а Джоуи перешёл на вокал. Ранее двое из будущих участников Ramones играли в одной школьной группе Tangerine Puppets, а Джоуи успел побыть в глэм-рок-команде Sniper.
В ноябре 1975 года группа попала под опеку менеджера по имени Дэнни Филдз (англ. Danny Fields), ранее открывшего миру The Stooges с Игги Попом и MC5, а также работавшего с Лу Ридом. Филдз опознал в группе необычайный потенциал — он был один из немногих деятелей шоу-индустрии, кто оценил однообразные скоростные и шумные песни, которых группа исполняла около 17 на одном концерте. Публику шокировала не только активная и шумная музыка, но и внешний вид Ramones — драные джинсы и кожаные куртки в сочетании со стоптанными кедами. Ранее ещё ни одна группа не осмеливалась выйти на сцену в нарядах обычной уличной шпаны. К середине 1975 года команда прославилась в родном Нью-Йорке благодаря ставшему культовым клубу CBGB, вокруг которого сплотилась крупнейшая в мире альтернативная сцена (с участием Ramones, Talking Heads, Джонни Сандерса, Blondie, Television, Патти Смит, Richard Hell & The Voidoids, Dead Boys и других). В этой же тусовке в конце 1975-го родился фэнзин «Punk», который фактически даровал название всему музыкальному движению.
К началу 1976 года локальная слава Ramones привлекла внимание рекорд-компании «Sire Records», и он подписал контракт на выпуск долгоиграющего альбома (после долгого сопротивления группы, так как его изначальным предложением был лишь сингл). Пластинка (так и названная «Ramones») была записана за мизерную по тем временам сумму в 6400 долларов. К моменту записи группой было написано уже около трех десятков песен, однако для альбома они отобрали даже не самые лучшие, а те, которые были написаны раньше остальных. Оставшаяся часть попала в следующие два альбома. На записи группа играла с метрономом, который был включен в крайне правое — самое скоростное положение, ранее не использовавшееся в студии никем. За исключением одной урбанистической баллады «I Wanna Be Your Boyfriend», весь диск состоял из мощных агрессивных треков, с гитарой, звучавшей как бензопила, и мощной ритм-секцией (самые известные из них — «Judy is a Punk», «Beat on the Brat», «53rd & 3rd»). Первым синглом стал «Blitzkrieg Bop», а альбом добрался до 111 места в штатовских чартах.
В Англии лонгплей был принят с большим интересом, нежели в США. Легендарный радиоведущий Джон Пил немедленно приступил к прокручиванию альбома в эфире, чем привел в ужас преданных поклонников его передач, но зато привлек к себе уйму молодежи, которая ещё не была знакома с находившимся в Англии в зачаточном состоянии панк-роком. Композиция «Now I Wanna Sniff Some Glue» стала объектом дебатов в Британском парламенте, поскольку была посвящена нюханию клея. 4 июля 1976 года Ramones дали свой первый концерт в Лондоне, заложив фундамент для развития панка в Англии.
В 1977 году группа записала два диска — «Leave Home» (с большим влиянием сёрфа) и «Rocket To Russia» (более мелодичный и менее скоростной). Тогда же группа два раза побывала в британских чартах — с синглами «Swallow My Pride» и «Sheena is a Punk Rocker», однако коммерческий успех, особенно на фоне триумфа Sex Pistols, Damned и Clash, был более чем скромным (и таковым оставался до конца истории группы). Песня «Carbona Not Glue» из «Leave Home» опять была посвящена токсикомании; «carbona» — название чистящей жидкости, которую американские подростки использовали как наркотик. Компания, производящая этот химикат, оказалась недовольной тем, что это название используется панк-группой, и в итоге песню пришлось изъять с альбома, начиная со второго издания. В Великобритании «Leave Home» вышел с песней «Babysitter» вместо «Carbona Not Glue»; но спустя некоторое время произошла ещё одна перекомпоновка, и с тех пор альбом перепечатывался с песней «Sheena is a Punk Rocker» взамен «Carbona Not Glue». Многие годы она так и оставалась недоступной фанатам, пока Rhino Records не включили её в двойной сборник «Hey Ho! Let's Go: The Anthology» 1999 года, а затем и в ремастированную серию переизданий ранних альбомов группы.
Новогодний концерт 31 декабря 1977 года в Лондоне был записан и издан год спустя в виде двойного концертного альбома It’s Alive. Запись была высоко оценена критикой, а Марк Деминг с сайта AllMusic назвал её одним из лучших концертных дисков в истории рок-музыки.
До начала 1978 года группа работала с продюсером Эдом Бикнеллом (Ed Bicknell), но он покинул группу, начав работать с Dire Straits. В мае 1978 года группу покинул Томми Рамон, оставшийся её продюсером, а на смену ему был взят Марк Белл (англ. Marc Bell) из The Voidoids, взявший псевдоним Марки Рамон. Новый состав записал альбом «Road To Ruin», который немного удивил публику тем, что был заметно медленнее, спокойнее и разнообразнее ранних работ группы. Тем не менее бешеная скорость музыки Ramones по-прежнему проявлялась во всей красе на концертах.

### 1980—1989
В 1979 году снят комедийный фильм «Rock ’n’ Roll High School», где Ramones играли самих себя, устраивающих безобразия в одной из американских школ. В процессе работы над саундтреком к фильму с группой познакомился Фил Спектор — известнейший рок/поп продюсер, создатель знаменитой «стены звука». Альянс «стены шума» Ramones и «стены звука» Спектора получил выражение в альбоме «End of the Century» (хотя изначально планировалось, что Спектор будет продюсировать только Джоуи в качестве сольного артиста). Пластинка является самой спорной в творчестве группы — выполненная в сугубо ностальгических тонах 60-х, она в дальнейшим вызывала ненависть у самих музыкантов, которые считают её своим худшим произведением. Однако критики были в восторге. Так или иначе, по продажам «End of the Century» стал успешнее предыдущих дисков.
В аналогичном ретро-поп-ключе был выполнен и следующий диск «Pleasant Dreams»; на нем не было столь же помпезного и высокобюджетного продюсирования, как на «End of the Century», однако материал оказался заметно сильнее. Альбом продюсировал Грэхем Гоулдман, участник 10cc и автор массы поп и рок-хитов шестидесятых, исполненных группами The Yardbirds, Herman's Hermits и так далее.
«Subterranean Jungle» оказался последним диском группы, в записи которого участвовал барабанщик Марки Рамон. Заменой ему стал Ричи Рейнхард (англ. Richie Reinhardt, также известен как Ричи Бью (англ. Richie Beau), взявший псевдоним Ричи Рамон в 1983 году. С ним Ramones впервые решились на творческий перелом — «Too Tough to Die» радикально отличался от всего, что делала группа раньше. От традиционных припанкованных рок-н-роллов группа ушла в сторону более тяжёлого звука — включили элементы хэви-метала, две хардкоровые песни («Wart Hog» и «Endless Vacation», в которых поёт Ди Ди), при этом добавив поп-саунда в песне «Sha-la-la (Howling At The Moon»). «Too Tough To Die» стал самым разнообразным и тяжелым альбомом в дискографии группы. Последующие три диска были выдержаны в том же полу-металлическом, полу-панковом, полу-попсовом стиле, причем к моменту записи «Brain Drain» в группу вернулся Марки. Самой примечательной песней на этом диске стала «Pet Sematary», написанная специально для одноимённого фильма по роману Стивена Кинга, большого поклонника Ramones.
Ди Ди покинул группу во время записи диска (его единственным вкладом в него был вокал в песне «Punishment Fits the Crime») и выпустил рэп-альбом. В 1989 году к группе присоединился новый басист, Си Джей Рамон; с ним группа записала барселонский концертник «Loco Live», существующий в двух очень разных версиях — американской и английской.

### 1990—1996
После более чем полутора десятилетий пребывания на Sire Records, Ramones перешли на новый лейбл, Radioactive Records. Их первым альбомом для нового лейбла стал Mondo Bizarro 1992 года, который воссоединил их с продюсером Эдом Стейсиумом. В следующем году вышел альбом Acid Eaters, который полностью состоял из кавер-версий. В 1993 году Ramones появились в анимационном сериале «Симпсоны», представив музыку и озвучку своих анимированых версий в эпизоде «Rosebud». Исполнительный продюсер Дэвид Миркин описал Ramones как «больших, навязчивых поклонников Симпсонов.»
В 1992 году количество проданных в Бразилии экземпляров Mondo Bizarro превысило необходимые для бразильской «золотой» сертификации 100 тысяч, что сделало альбом первым «золотым диском» Ramones.
В 1995 году Ramones выпустили свой четырнадцатый студийный альбом ¡Adios Amigos! и объявили о том, что они распадутся в 1996 году. Его продажи были отмечены лишь двумя неделями нахождения в нижней части таблицы Billboard. В конце того же 1995 года группа провела тур, который задумывался как прощальный. Тем не менее они приняли предложение выступить на шестом фестивале Lollapalooza, параллельно гастролируя по Соединённым штатам в течение всего лета. Отыграв на Lollapalooza Ramones дали свой последний концерт 6 августа 1996 года в Avalon Hollywood, в Голливуде. Позже запись этого концерта была выпущена на видео и на CD под названием We're Outta Here!. Помимо вернувшегося специально для этого Ди Ди, в качестве гостей на шоу отметились Лемми из Motörhead, Эдди Веддер из Pearl Jam, Крис Корнелл из Soundgarden, Ральф Фостер из Numskull, а также Тим Армстронг и Ларс Фридерексен из Rancid.

### После распада
В течение нескольких лет после развала группы скончались трое её главных участников. Сначала от лимфомы умер Джоуи Рамон (15 апреля 2001), следом от передозировки героина Ди Ди Рамон (5 июня 2002) и последним от рака скончался Джонни Рамон (15 сентября 2004). Спустя 10 лет после смерти Джонни Рамона от рака желчных протоков в 2014 году скончался последний участник первоначального состава группы Томми Рамон.
В 2003 году вышел трибьют-альбом We're a Happy Family: A Tribute to Ramones при участии Роба Зомби, Эдди Веддера, Red Hot Chili Peppers, Kiss, U2, Metallica, The Pretenders, The Offspring, Green Day, Garbage, Rancid и многих других.
В 2004 году в поддержку Джонни Рамона был организован концерт под названием «Too Tough to Die — A Tribute to Johnny Ramone» при участии Марки и CJ Рамона, The Dickies, RHCP, Генри Роллинза, Пита Йорна и Тима Армстронга. Концерт доступен на DVD.
В 2005 году российские исполнители записали трибьют-альбом Ramoneskidz: Russian DIY Tribute to the Ramones. В трибьюте приняли участие группы «Ляпис Трубецкой», «Тараканы!», «Ва-БанкЪ» и другие.

## Конфликты
Внутри группы Ramones часто вспыхивали конфликты между Джоуи и Джонни: Джоуи придерживался левых политических взглядов, Джонни — правых консервативных, вплоть до увлечения фашистской эстетикой; Джоуи страдал от алкоголизма и обсессивно-компульсивного расстройства, учившийся в военном училище Джонни жил по правилам армейской дисциплины; наконец, Джонни увёл у Джоуи подругу и женился на ней. Хотя группа просуществовала ещё в течение многих лет после этого инцидента, отношения между двумя участниками оставались напряжёнными, и они не общались вне сцены.

## Участники группы

### Бывшие участники
- Джоуи Рамон (Джеффри Хайман) — ведущий вокал (1974—1996; умер в 2001)
- Джонни Рамон (Джон Каммингс) — гитара (1974—1996; умер в 2004), бэк-вокал (1981);
- Ди Ди Рамон (Дуглас Колвин) — бас-гитара, бэк и ведущий вокал (1974—1989; умер в 2002)
- Томми Рамон (Тамаш Эрдейи) — ударные (1974—1978; умер в 2014), продюсирование (1974—1978, 1984), дополнительная гитара (1976—1978)
- Марки Рамон (Марк Белл) — ударные (1978—1983, 1987—1996), бэк-вокал (1981)
- Ричи Рамон (Ричард Рейнхардт) — ударные, бэк-вокал (1983—1987)
- Элвис Рамон (Клем Берк) — ударные (1987; умер в 2025)
- Си Джей Рамон (Кристофер Уорд) — бас-гитара, бэк-вокал и ведущий вокал (1989—1996)

## Дискография
Студийные альбомы
- Ramones (1976)
- Leave Home (1977)
- Rocket to Russia (1977)
- Road to Ruin (1978)
- End of the Century (1980)
- Pleasant Dreams (1981)
- Subterranean Jungle (1983)
- Too Tough to Die (1984)
- Animal Boy (1986)
- Halfway to Sanity (1987)
- Brain Drain (1989)
- Mondo Bizarro (1992)
- Acid Eaters (1993)
- ¡Adios Amigos! (1995)